# Ungerska revolutionen 1848–1849
Ungerska revolutionen var ett väpnat uppror som utbröt i Ungern 1848 mot det österrikiska styret. En österrikisk motreaktion ledde sedan till att ett regelrätt frihetskrig bröt ut. Parternas styrka vägde ganska jämnt och krigslyckan växlade. Konflikten avgjordes till sist av den ryske tsarens inblandning på Österrikes sida. Efter sjutton månaders krig hade upproret krossats.

## Upptakt
Kungariket Ungern var sedan 1500-talet i personalunion med Österrike. Ungern skulle ha kungar ur huset Habsburg men bibehålla sin integritet. Habsburgarna försökte emellertid skilja på olika delar av Ungern och stegvis integrera dessa i sitt alltmer centraliserade rike. När nationalismen växte och en reformperiod inleddes under första delen av 1800-talet, var det dels sociala reformer (exempelvis livegenskapets avskaffande), dels politiska reformer och den ungerska suveränitetens successiva återställande (inom personalunionen) som var på agendan.

## Revolutionen i Pest
Den europeiska revolutionsvågen våren 1848 (Paris och Polen med flera) svepte även över Ungern. 15 mars 1848 utbröt en revolution mot det österrikiska styret. Inspirerad och delvis ledda av nationalskalden Sándor Petőfi krävde ungrarna politiska reformer och ökat självstyre.
Snart bildades, med ledning av greve Lajos Batthyány, den första ungerska regeringen som bara var ansvarig inför den ungerska riksdagen. Man ordnade riksdagsval i april och i juli samlades den nya riksdagen, som avlöste den gamla ståndsriksdagen.
Riksdagen återställde landets enhet och återförenade Transsylvanien, som länge åtnjöt en viss självständighet, med övriga Ungern. Merparten av Ungerns minoriteter (kroater, serber, rumäner, slovaker, Siebenbürgen-saxare och ungerska schwaber), som redan tidigare var vana vid att söka stöd hos kejsaren, såg sina intressen stå i konflikt med ungrarnas sak. På Wiens uppmaning gjorde senare flera av dem blodiga uppror eller anslöt sig till den österrikiska armén.
Wien tillmötesgick merparten av ungrarnas krav men i september 1848, skickade de 40 000 soldater till Pest-Buda för att slå ner upproret. Armén leddes av den kroatiske banen Josip Jelačić.

## Krigets förlopp
Kejsarens agerande ledde till stor upprördhet bland ungrarna vilka kände sig förrådda. En i hast organiserad ungersk folkarmé stoppade och besegrade den österrikisk/kroatiska hären vid Pákozd den 29 september. Slaget blev startskottet för ett frihetskrig mot Österrike och många ungerska officerare och soldater som tjänstgjorde i den österrikiska armén anslöt sig till upproret och bildade en ny nationell armé kallad "Honvédség" ("Fosterlandsförsvararna").
En revolution bröt även ut i Wien. Ungrarna försökte bistå upprorsmännen, men efter att de alltför länge tvekat att gå över den österrikiska-ungerska gränsen, besegrades de. Revolutionen i Wien krossades och kejsar Ferdinand I abdikerade i förmån för sin 18-årige brorson Frans Josef.
Beslutet accepterades dock inte av ungrarna, vilka avsatte huset Habsburg från Ungerns tron. Strax därefter intog ungerska trupper Buda och vann den 6 april en stor seger vid Isaszeg. Efter stormandet av borgen i Buda den 21 maj var hela Ungern fritt.

## Upproret krossas
Motgångarna fick kejsaren att be den ryske tsaren Nikolaj I om militär hjälp. Tsaren skickade en armé på drygt 200 000 man som svepte genom östra Ungern under våren-sommaren 1849, under ledning av Ivan Paskevitj. Även inom Ungern fanns det många motståndare till självständighetsförklaringen. Till dem hörde bland andra den segerrike anföraren i frihetskriget, Artúr Görgey, som länge känt antipati mot "storprataren" Kossuth och nu förenade sig med andra fredsvänner inom magnatpartiet. Söndringen mellan regering och försvarsledning inverkade negativt på stridens gång, och snart var ungrarnas sak hopplöst förlorad. Det ungerska lantvärnet hade dubbelt så starka österrikiska och ryska stridskrafter emot sig. Österrikes överbefälhavare Julius von Haynau lyckades genom en serie av snabba stötar överväldiga de upproriska innan Paskievitj hann ingripa i striden.
De ungerska styrkorna tvingades till slut till kapitulation. Lajos Kossuth och många med honom flydde ur landet, medan ryssarna överlämnade alla upprorsmän de tillfångatagit till österrikarna. Den 6 oktober 1849 avrättades 13 medlemmar av revolutionsledningen i staden Arad, på order av den österrikiske generalen Julius von Haynau.

## Följder
Ungern styrdes därefter hårdhänt av Wienadministrationen. Som fälttygmästare agerade von Haynau med drakonisk stränghet mot adel, borgare och bönder. Den ungerska lantarmén upplöstes och stacks in i österrikiska häravdelningar. Det förkunnades visserligen att den österrikiska författningen från den 4 mars 1849 även skulle gälla för Ungern och dess biländer, men viktiga delar av författningen blev kort därefter upphävda. Den 31 december 1851 upphävdes helstatsförfattningen fullständigt, och i dess ställe trädde ett stramt absolutistiskt centraliserande regeringssystem.